# Discografia de Bring Me the Horizon
A banda de rock britânica Bring Me the Horizon lançou sete álbuns de estúdio, dois álbuns ao vivo, dois álbuns de compilação, um álbum de remixes, quatro extended play (EPs), uma demo, 35 singles, e 38 videoclipes. e três outras aparições. Formada em Sheffield em 2004 pelo vocalista Oliver Sykes, pelos guitarristas Lee Malia e Curtis Ward, pelo baixista Matt Kean e pelo baterista Matt Nicholls, a banda lançou seu EP de estreia This Is What the Edge of Your Seat Was Made For pela Thirty Days of Nights Records em 2005, que alcançou a posição 41 na UK Budget Albums Chart. Depois de assinar com a gravadora independente britânica Visible Noise, em 2006 o grupo lançou seu primeiro álbum de estúdio completo, Count Your Blessings, que alcançou o top 100 da UK Albums Chart e o top 10 da UK Rock & Metal Albums. O sucessor de 2008, Suicide Season, alcançou o top 50 do Reino Unido e alcançou a posição 107 na Billboard 200 nos EUA pela primeira vez. Em novembro de 2009, uma versão expandida do álbum intitulada Suicide Season Cut Up! foi lançado, trazendo remixes e vídeos.
Curtis Ward deixou a banda no início de 2009 e foi substituído por Jona Weinhofen. A nova formação lançou There Is A Hell, Believe Me I've Seen It. There Is A Heaven, Let's Keep It A Secret em 2010, que alcançou a posição 13 na UK Albums Chart e a posição 17 na Billboard 200 O primeiro single do álbum, "It Never Ends", também foi o primeiro da banda a figurar em paradas, alcançando a posição 103 no UK Singles Chart, enquanto a faixa "Blessed with a Curse" alcançou o top 10 da UK Rock & Metal Singles Chart. Weinhofen deixou o grupo no início de 2013 e foi substituído pelo tecladista Jordan Fish. Agora em contrato com a RCA Records e Sony Music, Bring Me the Horizon lançou seu quarto álbum Sempiternal alguns meses depois, que alcançou o número três na UK Albums Chart e foi certificado ouro no Reino Unido, nos EUA e na Austrália. Três singles do álbum - "Sleepwalking", "Go to Hell, for Heaven's Sake" e "Can You Feel My Heart" - alcançaram o top 30 da parada Mainstream Rock dos EUA.  O EP de estreia da banda e os três primeiros álbuns foram lançados posteriormente como uma caixa de vinil de edição limitada em novembro de 2014.
Em 2014, o grupo lançou o single "Drown", que foi o primeiro da banda a alcançar o top 20 do UK Singles Chart e o topo do UK Rock & Metal Singles Chart. Uma versão regravada de Drown foi posteriormente incluída no quinto álbum da banda That's the Spirit, que foi lançado em setembro de 2015 e alcançou a posição número dois no Reino Unido e nos EUA. Quatro singles do álbum - "Happy Song", "Throne", "True Friends" e "Follow You" - mais tarde lideraram o UK Rock & Metal Singles Chart. O primeiro álbum de vídeo ao vivo da banda, Live at Wembley, também foi lançado em 2015. Foi procedido por Live at the Royal Albert Hall, gravado em abril de 2016 com orquestra completa e lançado em dezembro de 2016. Bring Me the Horizon lançou os singles “Mantra” e “Wonderful Life” em agosto e outubro de 2018, respectivamente, enquanto os singles “Medicine”, “Mother Tongue” e “Nihilist Blues” foram lançados em janeiro de 2019. O sexto álbum de estúdio do Bring Me the Horizon, Amo, foi lançado em 25 de janeiro de 2019. O álbum continua a progressão do grupo nos gêneros pop rock, hard rock, rock alternativo e rock eletrônico, ao mesmo tempo que incorpora elementos de pop e música eletrônica. Amo se tornaria o primeiro líder nas paradas britânicas UK Albums Chart ao estrear no número 1 e eventualmente ser certificado ouro em seu país de origem pelo BPI.
Post Human: Survival Horror continuaria esta tendência alcançando a posição número um no Reino Unido após ser lançado fisicamente em 22 de janeiro de 2021. Quando lançado digitalmente, ele subiu estreando em número 5 em outubro de 2020 contando apenas em formato digital. Post Human: Survival Horror foi certificado dusci prata no Reino Unido no final de julho de 2021, além de presentear Bring Me the Horizon com três singles no Top 40 da UK Singles Chart em 2020: "Parasite Eve", seu single de maior sucesso desde "Drown" em 2014, estreando em 28º lugar no UK Singles Chart, "Obey", uma colaboração com o cantor britânico Yungblud e "Teardrops".

## Álbuns

### Álbuns de estúdio
| Título                                                                              | Detalhes                                                                                                | Posição de pico nas paradas | Posição de pico nas paradas | Posição de pico nas paradas | Posição de pico nas paradas | Posição de pico nas paradas | Posição de pico nas paradas | Posição de pico nas paradas | Posição de pico nas paradas | Posição de pico nas paradas | Posição de pico nas paradas | Vendas                                 | Certificações                                                       |
| Título                                                                              | Detalhes                                                                                                | UK                          | AUS                         | AUT                         | CAN                         | FIN                         | GER                         | IRL                         | NZ                          | SWE                         | US                          | Vendas                                 | Certificações                                                       |
| ----------------------------------------------------------------------------------- | --- | --------------------------- | --------------------------- | --------------------------- | --------------------------- | --------------------------- | --------------------------- | --------------------------- | --------------------------- | --------------------------- | --------------------------- | -------------------------------------- | ------------------------------------------------------------------- |
| Count Your Blessings                                                                | - Lançamento: 30 de outubro de 2006 - Gravadora(s): Visible Noise, Earache - Formatos: CD, DL, LP       | 93                          | —                           | —                           | —                           | —                           | —                           | —                           | —                           | —                           | —                           | —                                      | —                                                                   |
| Suicide Season                                                                      | - Lançamento: 18 de novembro de 2008 - Gravadora(s): Visible Noise, Epitaph - Formatos: CD, CD+, DL, LP | 47                          | 28                          | —                           | —                           | —                           | —                           | —                           | —                           | 27                          | 107                         | - EU: 75,000                           | - BPI: Prata                                                        |
| There Is A Hell, Believe Me I've Seen It. There Is A Heaven, Let's Keep It A Secret | - Lançamento: 4 de outubro de 2010 - Gravadora(s): Visible Noise, Epitaph - Formatos: CD, DL, LP, USB   | 13                          | 1                           | 48                          | 22                          | —                           | 52                          | 72                          | —                           | 30                          | 17                          | - UK: 54,105 - AUS: 3,600 - US: 20,200 | - BPI: Prata                                                        |
| Sempiternal                                                                         | - Lançamento: 1 de abril de 2013 - Gravadora(s): RCA, Epitaph - Formatos: CD, DL, LP                    | 3                           | 1                           | 17                          | 22                          | 10                          | 22                          | 33                          | 10                          | 32                          | 11                          | - UK: 108,914 - US: 283,000            | - BPI: Ouro - ARIA: Platina - BVMI: Ouro - MC: Ouro - RIAA: Ouro    |
| That's the Spirit                                                                   | - Lançamento: 11 de setembro de 2015 - Gravadora(s): Sony, Columbia, RCA - Formatos: CD, DL, LP         | 2                           | 1                           | 4                           | 1                           | 9                           | 6                           | 4                           | 2                           | 3                           | 2                           | - UK: 130,000                          | - BPI: Platina - ARIA: Platina - BVMI: Ouro - MC: Ouro - RIAA: Ouro |
| Amo                                                                                 | - Lançamento: 25 de janeiro de 2019 - Gravadora(s): Sony, RCA - Formatos: CD, CS, DL, LP, USB           | 1                           | 1                           | 5                           | 12                          | 7                           | 3                           | 15                          | 9                           | 16                          | 14                          | - UK: 100,424                          | - BPI: Ouro                                                         |
| Post Human: Nex Gen                                                                 | - Lançamento: 24 de maio de 2024 - Gravadora(s): Sony, RCA - Formatos: CD, CS, DL, LP                   | 5                           | 4                           | 6                           | 37                          | 17                          | 8                           | 26                          | 8                           | 27                          | 36                          |                                        |                                                                     |
| "—" denota que o trabalho não entrou nas paradas ou não foi lançado naquela região. | |                             |                             |                             |                             |                             |                             |                             |                             |                             |                             |                                        |                                                                     |

### Álbuns ao vivo
| Título                        | Detalhes                                                                                        |
| ----------------------------- | ----------------------------------------------------------------------------------------------- |
| Live at Wembley               | - Lançamento: 22 de junho de 2015 - Gravadora(s): RCA, Sony - Formatos: BR, CD, DVD-V           |
| Live at the Royal Albert Hall | - Lançamento: 2 de dezembro de 2016 - Gravadora(s): RCA, Sony - Formatos: BR, CD, DVD-V, DL, LP |

### Álbuns de compilação
| Título                        | Detalhes                                                                                 | Certificações |
| ----------------------------- | ---------------------------------------------------------------------------------------- | ------------- |
| Limited Edition Vinyl Box Set | - Lançamento: 24 de novembro de 2014 - Gravadora: Visible Noise - Formato: LP            | —             |
| 2004–2013                     | - Lançamento: 24 de novembro de 2017 - Gravadora(s): Epitaph, BMG - Formatos: CD, DL, LP | - BPI: Prata  |

### Álbuns de remix
| Título                 | Detalhes                                                                                 | Posição de pico nas paradas | Posição de pico nas paradas | Posição de pico nas paradas | Posição de pico nas paradas | Posição de pico nas paradas | Posição de pico nas paradas |
| Título                 | Detalhes                                                                                 | UK                          | UK Dance                    | UK Down.                    | UK Indie                    | UK Indie Break              | US                          |
| ---------------------- | ---------------------------------------------------------------------------------------- | --------------------------- | --------------------------- | --------------------------- | --------------------------- | --------------------------- | --------------------------- |
| Suicide Season Cut Up! | - Lançamento: 2 de novembro de 2009 - Gravadora: Visible Noise - Formatos: CD+, CD+DVD-V | 120                         | 8                           | 98                          | 12                          | 3                           | 165                         |
| Lo-Files               | - Lançamento: 11 de julho de 2025 - Gravadora: Sony - Formatos: DL                       | —                           | —                           | —                           | —                           | —                           | —                           |

### Demos
| Título               | Detalhes                                              |
| -------------------- | ----------------------------------------------------- |
| The Bedroom Sessions | - Lançamento: 2004 - Gravadora: Nenhuma - Formato: CD |

## Extended plays (EPs)
| Título                                                                              | Detalhes                                                                                       | Posição de pico nas paradas | Posição de pico nas paradas | Posição de pico nas paradas | Posição de pico nas paradas | Posição de pico nas paradas | Posição de pico nas paradas | Posição de pico nas paradas | Posição de pico nas paradas | Posição de pico nas paradas | Posição de pico nas paradas | Posição de pico nas paradas | Vendas       | Certificações |
| Título                                                                              | Detalhes                                                                                       | UK Bud.                     | UK                          | AUS                         | AUT                         | CAN                         | FIN                         | GER                         | IRL                         | NZ                          | SWE                         | US                          | Vendas       | Certificações |
| ----------------------------------------------------------------------------------- | ---------------------------------------------------------------------------------------------- | --------------------------- | --------------------------- | --------------------------- | --------------------------- | --------------------------- | --------------------------- | --------------------------- | --------------------------- | --------------------------- | --------------------------- | --------------------------- | ------------ | ------------- |
| This Is What the Edge of Your Seat Was Made For                                     | - Lançamento: 25 de setembro de 2004 - Gravadora: Thirty Days of Night - Formatos: CD, DL, 12" | 41                          | —                           | —                           | —                           | —                           | —                           | —                           | —                           | —                           | —                           | —                           | —            | —             |
| The Chill Out Sessions (colaboração com Draper)                                     | - Lançamento: 22 de novembro de 2012 - Gravadora: Nenhuma - Formato: DL                        | —                           | —                           | —                           | —                           | —                           | —                           | —                           | —                           | —                           | —                           | —                           | —            | —             |
| Music to Listen To...                                                               | - Lançamento: 27 de dezembro de 2019 - Gravadora(s): Sony, RCA - Formato: DL                   | —                           | —                           | —                           | —                           | —                           | —                           | —                           | —                           | —                           | —                           | —                           | —            | —             |
| Post Human: Survival Horror                                                         | - Lançamento: 30 de outubro de 2020 - Gravadora(s): Sony, RCA - Formatos: CD, DL, LP           | —                           | 1                           | 3                           | 7                           | 31                          | 7                           | 4                           | 31                          | 19                          | 28                          | 46                          | - UK: 39,887 | - BPI: Ouro   |
| "—" denota que o trabalho não entrou nas paradas ou não foi lançado naquela região. |                                                                                                |                             |                             |                             |                             |                             |                             |                             |                             |                             |                             |                             |              |               |

## Singles

### Como artista principal
| Título | Ano  | Posição de pico nas paradas | Posição de pico nas paradas | Posição de pico nas paradas | Posição de pico nas paradas | Posição de pico nas paradas | Posição de pico nas paradas | Posição de pico nas paradas | Posição de pico nas paradas | Posição de pico nas paradas | Posição de pico nas paradas | Certificações                                                            | Álbum                                                                              |
| Título | Ano  | UK                          | UK Rock                     | AUS                         | BEL (FL)                    | CZ                          | GER                         | HUN                         | NZ Hot                      | SCO                         | US Rock                     | Certificações                                                            | Álbum                                                                              |
| --- | ---- | --------------------------- | --------------------------- | --------------------------- | --------------------------- | --------------------------- | --------------------------- | --------------------------- | --------------------------- | --------------------------- | --------------------------- | ------------------------------------------------------------------------ | ---------------------------------------------------------------------------------- |
| "Pray for Plagues" | 2007 | —                           | —                           | —                           | —                           | —                           | —                           | —                           | —                           | —                           | —                           |                                                                          | Count Your Blessings                                                               |
| "For Stevie Wonder's Eyes Only (Braille)" | 2008 | —                           | —                           | —                           | —                           | —                           | —                           | —                           | —                           | —                           | —                           |                                                                          | Count Your Blessings                                                               |
| "Chelsea Smile" | 2009 | —                           | —                           | —                           | —                           | —                           | —                           | —                           | —                           | —                           | —                           |                                                                          | Suicide Season                                                                     |
| "Diamonds Aren't Forever" | 2009 | —                           | —                           | —                           | —                           | —                           | —                           | —                           | —                           | —                           | —                           |                                                                          | Suicide Season                                                                     |
| "The Sadness Will Never End"(com Sam Carter) | 2009 | —                           | —                           | —                           | —                           | —                           | —                           | —                           | —                           | —                           | —                           |                                                                          | Suicide Season                                                                     |
| "It Never Ends" | 2010 | 103                         | 3                           | —                           | —                           | —                           | —                           | —                           | —                           | 81                          | —                           |                                                                          | There Is a Hell Believe Me I've Seen It. There Is a Heaven Let's Keep It a Secret. |
| "Visions" | 2011 | —                           | —                           | —                           | —                           | —                           | —                           | —                           | —                           | —                           | —                           |                                                                          | There Is a Hell Believe Me I've Seen It. There Is a Heaven Let's Keep It a Secret. |
| "Shadow Moses" | 2013 | 82                          | 2                           | —                           | —                           | —                           | —                           | —                           | —                           | 86                          | —                           | - BPI: Prata - ARIA: Platina                                             | Sempiternal                                                                        |
| "Sleepwalking" | 2013 | 122                         | 3                           | —                           | —                           | —                           | —                           | —                           | —                           | —                           | —                           | - BPI: Prata - ARIA: Platina                                             | Sempiternal                                                                        |
| "Go to Hell, for Heaven's Sake" | 2013 | —                           | —                           | —                           | —                           | —                           | —                           | —                           | —                           | —                           | —                           |                                                                          | Sempiternal                                                                        |
| "Can You Feel My Heart" (Original ou remix de Jeris Johnson) | 2013 | —                           | 5                           | —                           | —                           | 96                          | —                           | —                           | —                           | —                           | 39                          | - BPI: Ouro - AFP: Ouro - ARIA: 2× Platina                               | Sempiternal                                                                        |
| "Drown" | 2014 | 17                          | 1                           | 27                          | —                           | —                           | 90                          | 38                          | —                           | 11                          | 11                          | - BPI: Ouro - ARIA: Platina - PMB: Ouro                                  | That's the Spirit                                                                  |
| "Happy Song" | 2015 | 55                          | 1                           | 68                          | —                           | —                           | —                           | —                           | —                           | 35                          | 19                          | - BPI: Prata - ARIA: Platina - PMB: Ouro                                 | That's the Spirit                                                                  |
| "Throne" | 2015 | 51                          | 1                           | 58                          | —                           | —                           | —                           | —                           | —                           | 39                          | 12                          | - BPI: Platina - ARIA: 2× Platina - BVMI: Ouro - MC: Ouro - PMB: Platina | That's the Spirit                                                                  |
| "True Friends" | 2015 | 91                          | 1                           | —                           | —                           | —                           | —                           | —                           | —                           | —                           | 22                          | - BPI: Prata - ARIA: Platina - PMB: Ouro                                 | That's the Spirit                                                                  |
| "Follow You" | 2016 | 95                          | 1                           | —                           | —                           | —                           | —                           | —                           | —                           | —                           | 34                          | - BPI: Prata - AMPROFON: Ouro - ARIA: Ouro - PMB: Ouro                   | That's the Spirit                                                                  |
| "Avalanche" | 2016 | 97                          | 7                           | —                           | —                           | —                           | —                           | —                           | —                           | —                           | —                           | - BPI: Prata - ARIA: Ouro                                                | That's the Spirit                                                                  |
| "Oh No" | 2016 | 166                         | 10                          | —                           | —                           | 43                          | —                           | —                           | —                           | —                           | —                           |                                                                          | That's the Spirit                                                                  |
| "Mantra" | 2018 | 55                          | 1                           | 113                         | —                           | 93                          | —                           | 14                          | 35                          | 45                          | 15                          | - BPI: Prata - ARIA: Platina - PMB: Ouro                                 | Amo                                                                                |
| "Wonderful Life" (com Dani Filth) | 2018 | —                           | 8                           | —                           | —                           | —                           | —                           | —                           | —                           | 83                          | 33                          | - ARIA: Ouro - PMB: Ouro                                                 | Amo                                                                                |
| "Medicine" | 2019 | 42                          | 2                           | —                           | —                           | —                           | —                           | —                           | 20                          | 56                          | 9                           | - BPI: Prata - ARIA: Ouro - PMB: Ouro                                    | Amo                                                                                |
| "Mother Tongue" | 2019 | 68                          | 4                           | —                           | —                           | 16                          | —                           | —                           | 27                          | —                           | 23                          | - PMB: Ouro                                                              | Amo                                                                                |
| "Nihilist Blues" (com Grimes) | 2019 | 77                          | 5                           | —                           | —                           | —                           | —                           | —                           | 29                          | —                           | 45                          |                                                                          | Amo                                                                                |
| "Sugar Honey Ice & Tea" | 2019 | —                           | 14                          | —                           | —                           | —                           | —                           |                             | 36                          | —                           | 47                          | - PMB: Ouro                                                              | Amo                                                                                |
| "In the Dark" | 2019 | —                           | 15                          | —                           | —                           | —                           | —                           | —                           | 34                          | —                           | 48                          | - PMB: Ouro                                                              | Amo                                                                                |
| "Ludens" | 2019 | 75                          | 2                           | —                           | —                           | —                           | —                           | 14                          | 35                          | 53                          | 13                          | - ARIA: Ouro - PMB: Ouro                                                 | Post Human: Survival Horror                                                        |
| "Parasite Eve" | 2020 | 28                          | 1                           | 82                          | —                           | 48                          | —                           | 7                           | 13                          | 17                          | 10                          | - BPI: Prata - ARIA: Ouro - PMB: Ouro                                    | Post Human: Survival Horror                                                        |
| "Obey" (com Yungblud) | 2020 | 37                          | 1                           | 99                          | —                           | —                           | —                           | 39                          | 29                          | 31                          | 21                          | - ARIA: Ouro                                                             | Post Human: Survival Horror                                                        |
| "Teardrops" | 2020 | 39                          | 1                           | —                           | —                           | 99                          | —                           | —                           | 23                          | 62                          | 16                          | - ARIA: Ouro - PMB: Ouro                                                 | Post Human: Survival Horror                                                        |
| "Die4U" | 2021 | 41                          | 1                           | —                           | —                           | —                           | —                           | —                           | 27                          | ×                           | 23                          |                                                                          | Post Human: Nex Gen                                                                |
| "Strangers" | 2022 | 60                          | 6                           | —                           | —                           | 53                          | —                           | —                           | 36                          | ×                           | 28                          |                                                                          | Post Human: Nex Gen                                                                |
| "Lost" | 2023 | 29                          | 1                           | —                           | —                           | —                           | —                           | —                           | 10                          | ×                           | 22                          |                                                                          | Post Human: Nex Gen                                                                |
| "Amen!" (com Lil Uzi Vert e Daryl Palumbo) | 2023 | —                           | —                           | —                           | —                           | —                           | —                           | —                           | 35                          | ×                           | 42                          |                                                                          | Post Human: Nex Gen                                                                |
| "Darkside" | 2023 | 31                          | 2                           | —                           | —                           | —                           | —                           | —                           | 17                          | ×                           | 42                          |                                                                          | Post Human: Nex Gen                                                                |
| "Kool-Aid" | 2024 | 21                          | 1                           | —                           | —                           | —                           | —                           | —                           | 5                           | ×                           | 25                          |                                                                          | Post Human: Nex Gen                                                                |
| "Top 10 Status That Cried Blood" | 2024 | 41                          | 2                           | —                           | —                           | —                           | —                           | —                           | 13                          | ×                           | 37                          |                                                                          | Post Human: Nex Gen                                                                |
| "—" denota que o trabalho não entrou nas paradas ou não foi lançado naquela região. "x" denota períodos em que as paradas deixaram de existir ou foram arquivadas. |      |                             |                             |                             |                             |                             |                             |                             |                             |                             |                             |                                                                          |                                                                                    |

### Como artista participante
| Título                                                                              | Ano  | Posição de pico nas paradas | Posição de pico nas paradas | Posição de pico nas paradas | Posição de pico nas paradas | Posição de pico nas paradas | Posição de pico nas paradas | Posição de pico nas paradas | Posição de pico nas paradas | Posição de pico nas paradas | Posição de pico nas paradas | Certificações | Album                      |
| Título                                                                              | Ano  | UK                          | AUS                         | AUT                         | BEL (FL)                    | CAN                         | CZ                          | GER                         | US                          | US Rock                     | WW                          | Certificações | Album                      |
| ----------------------------------------------------------------------------------- | ---- | --------------------------- | --------------------------- | --------------------------- | --------------------------- | --------------------------- | --------------------------- | --------------------------- | --------------------------- | --------------------------- | --------------------------- | ------------- | -------------------------- |
| "Let's Get the Party Started" (Tom Morello com Bring Me the Horizon)                | 2021 | —                           | —                           | —                           | —                           | —                           | —                           | —                           | —                           | —                           | —                           |               | The Atlas Underground Fire |
| "Bad Habits" (Ed Sheeran com Bring Me the Horizon)                                  | 2022 | —                           | —                           | —                           | —                           | —                           | —                           | —                           | —                           | 19                          | —                           |               | = (Tour edition)           |
| "Maybe" (Machine Gun Kelly com Bring Me the Horizon)                                | 2022 | 39                          | 38                          | 40                          | —                           | 36                          | 30                          | 68                          | 68                          | 6                           | 69                          | - MC: Ouro    | Mainstream Sellout         |
| "Fallout" (Masked Wolf com Bring Me the Horizon)                                    | 2022 | —                           | —                           | —                           | —                           | —                           | —                           | —                           | —                           | —                           | —                           |               | Não faz parte de um álbum  |
| "Bad Life" (Sigrid com Bring Me the Horizon)                                        | 2022 | 50                          | —                           | —                           | 49                          | —                           | 9                           | —                           | —                           | —                           | —                           |               | How to Let Go              |
| "Wish I Could Forget" (com Slander e Blackbear)                                     | 2023 | —                           | —                           | —                           | —                           | —                           | —                           | —                           | —                           | —                           | —                           |               | Não faz parte de um álbum  |
| "Code Mistake" (com Corpse)                                                         | 2023 | —                           | —                           | —                           | —                           | —                           | —                           | —                           | —                           | 35                          | —                           |               | Não faz parte de um álbum  |
| "Werewolf" (Lil Uzi Vert com Bring Me the Horizon)                                  | 2023 | —                           | —                           | —                           | —                           | —                           | —                           | —                           | 81                          | 5                           | —                           |               | Pink Tape                  |
| "—" denota que o trabalho não entrou nas paradas ou não foi lançado naquela região. |      |                             |                             |                             |                             |                             |                             |                             |                             |                             |                             |               |                            |

### Singles promocionais
| Título     | Ano  | Álbum       |
| ---------- | ---- | ----------- |
| "Antivist" | 2013 | Sempiternal |

## Outras canções certificadas
| Título                                                                                                  | Ano  | Posição de pico nas paradas | Posição de pico nas paradas | Posição de pico nas paradas | Posição de pico nas paradas | Posição de pico nas paradas | Posição de pico nas paradas | Posição de pico nas paradas | Certificações            | Álbum                                                                              |
| Título                                                                                                  | Ano  | UK                          | UK Indie                    | UK Rock                     | UK Stre.                    | BEL (FL)                    | NZ Hot                      | US Rock                     | Certificações            | Álbum                                                                              |
| --- | ---- | --------------------------- | --------------------------- | --------------------------- | --------------------------- | --------------------------- | --------------------------- | --------------------------- | ------------------------ | ---------------------------------------------------------------------------------- |
| "Fuck" (com Josh Franceschi)                                                                            | 2010 | —                           | —                           | 25                          | —                           | —                           | —                           | —                           |                          | There Is a Hell Believe Me I've Seen It. There Is a Heaven Let's Keep It a Secret. |
| "Blessed with a Curse"                                                                                  | 2011 | —                           | 41                          | 9                           | —                           | —                           | —                           | —                           |                          | There Is a Hell Believe Me I've Seen It. There Is a Heaven Let's Keep It a Secret. |
| "Deathbeds" (com Hannah Snowdon)                                                                        | 2013 | —                           | —                           | 33                          | —                           | —                           | —                           | —                           |                          | Sempiternal                                                                        |
| "Doomed"                                                                                                | 2015 | 87                          | —                           | 4                           | 62                          | —                           | —                           | 41                          | - ARIA: Ouro             | That's the Spirit                                                                  |
| "What You Need"                                                                                         | 2015 | 118                         | —                           | —                           | 88                          | —                           | —                           | —                           |                          | That's the Spirit                                                                  |
| "Blasphemy"                                                                                             | 2015 | 137                         | —                           | 8                           | 96                          | —                           | —                           | —                           |                          | That's the Spirit                                                                  |
| "Run"                                                                                                   | 2015 | 143                         | —                           | 9                           | 97                          | —                           | —                           | —                           |                          | That's the Spirit                                                                  |
| "Ouch"                                                                                                  | 2019 | —                           | —                           | 10                          | —                           | —                           | —                           | —                           |                          | Amo                                                                                |
| "Fresh Bruises"                                                                                         | 2019 | —                           | —                           | 17                          | —                           | —                           | —                           | —                           |                          | Amo                                                                                |
| "I Don't Know What to Say"                                                                              | 2019 | —                           | —                           | 14                          | —                           | —                           | —                           | —                           |                          | Amo                                                                                |
| "Kingslayer" (com Babymetal)                                                                            | 2020 | 51                          | —                           | 2                           | —                           | —                           | 24                          | 26                          | - ARIA: Ouro - PMB: Ouro | Post Human: Survival Horror                                                        |
| "1x1" (com Nova Twins)                                                                                  | 2020 | 55                          | —                           | 3                           | —                           | —                           | 21                          | 30                          | - PMB: Ouro              | Post Human: Survival Horror                                                        |
| "Dear Diary,"                                                                                           | 2020 | —                           | —                           | 4                           | —                           | —                           | 34                          | 37                          |                          | Post Human: Survival Horror                                                        |
| "One Day the Only Butterflies Left Will Be in Your Chest as You March Towards Your Death" (com Amy Lee) | 2020 | —                           | —                           | 14                          | —                           | —                           | —                           | —                           |                          | Post Human: Survival Horror                                                        |
| "Itch for the Cure (When Will We Be Free?)"                                                             | 2020 | —                           | —                           | 15                          | —                           | —                           | —                           | —                           |                          | Post Human: Survival Horror                                                        |
| "Youtopia"                                                                                              | 2024 | 50                          | —                           | 6                           | —                           | —                           | 19                          | —                           |                          | Post Human: Nex Gen                                                                |
| "Limousine" (com Aurora)                                                                                | 2024 | 57                          | —                           | 7                           | —                           | —                           | 17                          | 48                          |                          | Post Human: Nex Gen                                                                |
| "A Bullet w/ My Name On" (com Underoath)                                                                | 2024 | —                           | —                           | 13                          | —                           | —                           | 28                          | —                           |                          | Post Human: Nex Gen                                                                |
| "N/A"                                                                                                   | 2024 | —                           | —                           | 10                          | —                           | —                           | —                           | —                           |                          | Post Human: Nex Gen                                                                |
| "R.I.P."                                                                                                | 2024 | —                           | —                           | 21                          | —                           | —                           | —                           | —                           |                          | Post Human: Nex Gen                                                                |
| "Dig It"                                                                                                | 2024 | —                           | —                           | 31                          | —                           | —                           | —                           | —                           |                          | Post Human: Nex Gen                                                                |
| "(OST) (Spi)ritual"                                                                                     | 2024 | —                           | —                           | 27                          | —                           | —                           | —                           | —                           |                          | Post Human: Nex Gen                                                                |
| "(OST) P.U.S.S.-E"                                                                                      | 2024 | —                           | —                           | 36                          | —                           | —                           | —                           | —                           |                          | Post Human: Nex Gen                                                                |
| "—" denota que o trabalho não entrou nas paradas ou não foi lançado naquela região.                     |      |                             |                             |                             |                             |                             |                             |                             |                          |                                                                                    |

## Vídeos

### Videoclipes
| Título                                    | Ano  | Diretor(es)                            | Ref.    |
| ----------------------------------------- | ---- | -------------------------------------- | ------- |
| "Traitors Never Play Hangman"             | 2007 | Desconhecido                           | [ 94 ]  |
| "Pray for Plagues"                        | 2007 | Popcore Film e Kenny Lindström         | [ 95 ]  |
| "For Stevie Wonder's Eyes Only (Braille)" | 2008 | Perrone Salvatore                      | [ 96 ]  |
| "The Comedown"                            | 2008 | Adam Powell                            | [ 97 ]  |
| "Chelsea Smile"                           | 2009 | Adam Powell                            | [ 98 ]  |
| "Diamonds Aren't Forever"                 | 2009 | Khaled Lowe                            | [ 99 ]  |
| "The Sadness Will Never End"              | 2009 | Adam Powell                            | [ 98 ]  |
| "It Never Ends"                           | 2010 | Plastic Kid                            | [ 100 ] |
| "Anthem"                                  | 2011 | Shane Davey                            | [ 101 ] |
| "Blessed with a Curse"                    | 2011 | Toxic                                  | [ 102 ] |
| "Visions"                                 | 2011 | Plastic Kid                            | [ 103 ] |
| "Alligator Blood"                         | 2011 | Stuart Birchall                        | [ 104 ] |
| "Crucify Me"                              | 2012 | Dave Cleeve                            | [ 105 ] |
| "Shadow Moses"                            | 2013 | Nicholas Abbott                        | [ 106 ] |
| "Sleepwalking"                            | 2013 | A Nice Idea Every Day, Richard Sidwell | [ 107 ] |
| "Go to Hell, for Heaven's Sake"           | 2013 | Stuart Birchall                        | [ 108 ] |
| "Can You Feel My Heart"                   | 2013 | Richard Sidwell and Alistair Legrand   | [ 109 ] |
| "Drown"                                   | 2014 | Plastic Kid                            | [ 110 ] |
| "Throne"                                  | 2015 | Oliver Sykes e Plastic Kid             | [ 111 ] |
| "True Friends"                            | 2015 | Oliver Sykes                           | [ 112 ] |
| "Follow You"                              | 2016 | Oliver Sykes e Frank Borin             | [ 113 ] |
| "Avalanche"                               | 2016 | Tom Sykes                              | [ 114 ] |
| "Oh No"                                   | 2016 | Isaac Eastgate                         | [ 115 ] |
| "Mantra"                                  | 2018 | Alex Southam                           | [ 116 ] |
| "Wonderful Life"                          | 2018 | Theo Watkins                           | [ 117 ] |
| "Medicine"                                | 2019 | Oliver Latta                           | [ 118 ] |
| "Nihilist Blues"                          | 2019 | Oliver Sykes e Polygon                 | [ 119 ] |
| "Mother Tongue"                           | 2019 | Chris Muir                             | [ 120 ] |
| "Sugar Honey Ice & Tea"                   | 2019 | Oliver Sykes e Brian Cox               | [ 121 ] |
| "In the Dark"                             | 2019 | Oliver Sykes e Brian Cox               | [ 122 ] |
| "Ludens"                                  | 2019 | Oliver Sykes                           | [ 123 ] |
| "Parasite Eve"                            | 2020 | Oliver Sykes                           | [ 124 ] |
| "Obey"                                    | 2020 | Oliver Sykes                           | [ 125 ] |
| "Teardrops"                               | 2020 | Oliver Sykes                           | [ 126 ] |
| "Die4U"                                   | 2021 | Oliver Sykes                           | [ 127 ] |
| "Strangers"                               | 2022 | Thomas James                           | [ 128 ] |
| "Lost"                                    | 2023 | Oliver Sykes e Jensen Noen             | [ 129 ] |
| "Amen!"                                   | 2023 | Weston Allen                           | [ 130 ] |
| "Kool-Aid"                                | 2024 | Jensen Noen e Masaki Watanabe          | [ 131 ] |
| "Top 10 Statues That Cried Blood"         | 2024 | Harry Lindley                          |         |

## Outras aparições
| Título                                    | Ano  | Álbum                                              | Ref.            |
| ----------------------------------------- | ---- | -------------------------------------------------- | --------------- |
| "Don't Look Down" (com Orifice Vulgatron) | 2014 | Radio 1 Rescores: Drive                            | [ 132 ]         |
| "Ludens"                                  | 2019 | Death Stranding: Timefall                          | [ 133 ]         |
| "Moon Over the Castle"                    | 2022 | Find Your Line: Official Music from Gran Turismo 7 | [ 134 ] [ 135 ] |